# NINJ2
NINJ2 (англ. Ninjurin 2) – білок, який кодується однойменним геном, розташованим у людей на 12-й хромосомі. Довжина поліпептидного ланцюга білка становить 142 амінокислот, а молекулярна маса — 15 680.
| 10         |  | 20         |  | 30         |  | 40         |  | 50         |
| ---------- |  | ---------- |  | ---------- |  | ---------- |  | ---------- |
| MESARENIDL |  | QPGSSDPRSQ |  | PINLNHYATK |  | KSVAESMLDV |  | ALFMSNAMRL |
| KAVLEQGPSS |  | HYYTTLVTLI |  | SLSLLLQVVI |  | GVLLVVIARL |  | NLNEVEKQWR |
| LNQLNNAATI |  | LVFFTVVINV |  | FITAFGAHKT |  | GFLAARASRN |  | PL         |

A: Аланін

D: Аспарагінова кислота

E: Глутамінова кислота

F: Фенілаланін

G: Гліцин

H: Гістидин

I: Ізолейцин

K: Лізин

L: Лейцин

M: Метіонін

N: Аспарагін

P: Пролін

Q: Глутамін

R: Аргінін

S: Серин

T: Треонін

V: Валін

W: Триптофан

Задіяний у такому біологічному процесі, як клітинна адгезія. 
Локалізований у мембрані.